# Повітряна швидкість

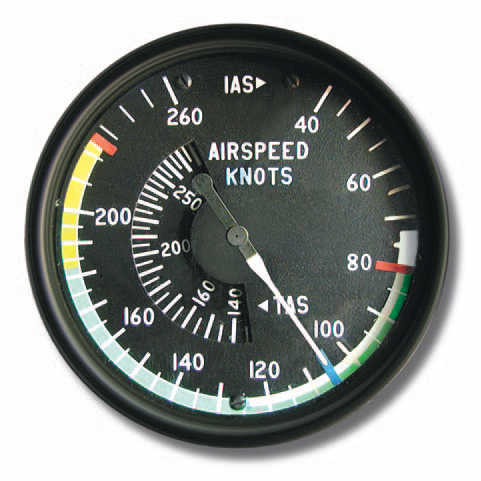
Індикатор повітряної швидкості це пілотажний інструмент, який показує швидкість літака відносно повітряного потоку.

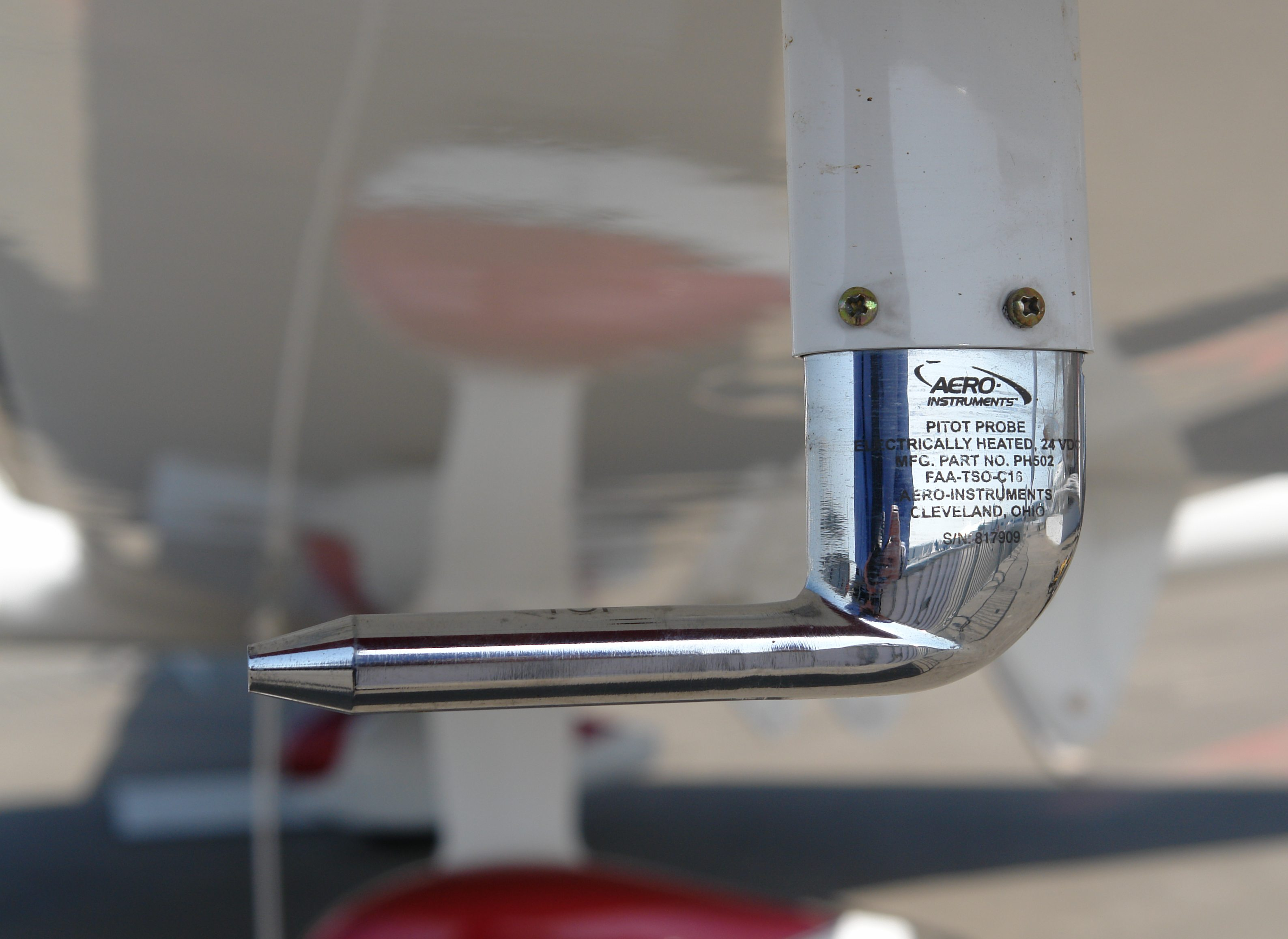
Трубка Піто встановлена на літаку

Повітряна швидкість — швидкість повітряного судна відносно повітряного потоку. Вимірюється як різниця між статичним та динамічним тиском повітря, за допомогою датчиків повітряної швидкості типу трубки Піто.
Існують наступні загальноприйнятих конвенції вимірювання повітряної швидкості: повітряна швидкість, виміряна приладом; калібрована повітряна швидкість.
Вимірювання і індикація повітряної швидкості зазвичай здійснюється на борту літака за допомогою індикатору повітряної швидкості ("ІПШ"), який підключений до
статичної системи Піто. Статична система Піто містить одну або декілька трубок Піто, яка направлена в сторону набігаючого потоку повітря для вимірювання тиску Піто (який також називають тиском гальмування, загальний тиск або тиск набігаючого потоку) і однієї або декількох статичних портів для вимірювання статичного тиску в потоці повітря.
Ці два тиски (статичний і тиск Піто) порівнюються за допомогою індикатору для того, щоб видати приладову повітряну швидкість.

## Приладова повітряна швидкість
Приладова швидкість це показання індикатору повітряної швидкості без поправки помилок датчика, або позиції і інших помилок. За поточним визначенням від EASA: Приладова швидкість це швидкість літака, яка показується на індикаторі статичної швидкості Піто, який відкалібровано показувати стандартний адіабатичний стисливий атмосферний потік на рівні моря без корекції системних помилок.
Зазвичай індикатори повітряної швидкості показують швидкість у вузлах (морські милі на годину). А також на легких літаках індикатори можуть показувати швидкість
у кілометрах на годину або статутних милях на годину. Індикатор повітряної швидкості є диференційним манометром в якому значення виміряного тиску показуються в одиницях швидкості, а не тиску. Повітряна швидкість отримується із різниці між тиском набігаючого потоку повітря, отриманого за допомогою трубки Піто, (динамічним тиском), і статичним тиском.

## Калібрована повітряна швидкість
Калібрована повітряна швидкість це приладова повітряна швидкість, в якій ураховані помилки приладу, похибки розташування (внаслідок неправильного тиску статичного порту) і помилки при встановленні.
Калібрована повітряна швидкість при значеннях нижчими за швидкість звуку на стандартному рівні моря (661.4788 вузлів) вираховується наступним чином
:
{\displaystyle V_{c}=A_{0}{\sqrt {5{\Bigg [}{\bigg (}{\frac {q_{c}}{P_{0}}}+1{\bigg )}^{\frac {2}{7}}-1{\Bigg ]}}}} мінус похибка, що пов'язана з позицією і встановленням.
де
{\displaystyle V_{c}\,} калібрована повітряна швидкість,
{\displaystyle q_{c}\,} динамічний тиск (inches Hg) заміряний трубкою Піто,
{\displaystyle P_{0}\,} 29.92126 дюймів Hg (29.92126 Па); статичний тиск повітря (або нормальний атмосферний тиск) на рівні моря,
{\displaystyle A_{0}\,} дорівнює 661.4788 вузлів; швидкість звуку на рівні моря.